# Christine Chapel

Sora Christine Chapel (Majel Barrett) în episodul What Are Little Girls Made Of?

Christine Chapel este un personaj fictiv din seria originală Star Trek și în câteva filme bazate pe această serie. Rolul său a fost interpretat de Majel Barrett.

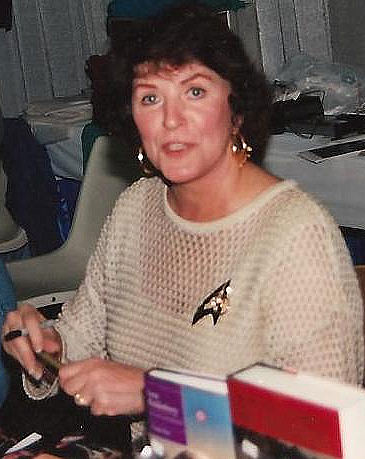
Majel Barrett-Roddenberry (1932-2008) în 2007

Personajul a fost scris special pentru Barrett de către Gene Roddenberry pe baza unui personaj anterior, Number One, care a fost scris tot pentru ea, dar proiectul a fost abandonat. Christine Chapel a debutat în primul sezon în episodul The Time Naked. Ea a apărut periodic la scurt timp după aceea, odată cu episodul What Are Little Girls Made Of?.